# IC 2323
IC 2323 је појединачна звијезда у сазвјежђу Рак која се налази на листи објеката дубоког неба у Индекс каталогу.
Деклинација објекта је + 18° 36' 48" а ректасцензија 8h 21m 41,3s.